# Estación de Carballino
Carballino (en gallego, y oficialmente según Adif, O Carballiño) es una estación ferroviaria situada en el municipio español de Carballino en la provincia de Orense, comunidad autónoma de Galicia. Cuenta con servicios de Media Distancia operados por Renfe. Cumple también funciones logísticas.

## Situación ferroviaria
La estación se encuentra en el punto kilométrico 279,177 de la línea férrea de ancho ibérico que une Zamora con La Coruña a 396 metros de altitud, entre las estaciones de Friela-Maside e Irijo. El tramo es de vía única y está sin electrificar.

## Historia
La estación fue inaugurada el 1 de julio de 1957 con la puesta en marcha del tramo Orense — Carballino de la línea férrea que pretendía unir Zamora con La Coruña. Su explotación inicial quedó a cargo de RENFE cuyo nacimiento se había producido en 1941. 
Desde el 31 de diciembre de 2004 Renfe Operadora explota la línea mientras que Adif es la titular de las instalaciones ferroviarias.

## La estación
El edificio para viajeros es un amplio edificio de planta rectangular formado por dos pisos. Tiene la particularidad de poseer una torre de tres pisos en uno de sus laterales. La fachada cuenta también con un pequeño frontón en el que se incrusta un reloj de aguja.
Cuenta con dos andenes, uno lateral y otro central al que acceden tres vías (vía 3 andén lateral, vía 1 y 2, andén central). Otras cinco vías más numeradas como vías 4, 6, 8, 10 y 12 completan las instalaciones. Las dos últimas son vías muertas que dan acceso a un muelle de carga cubierto. Los cambios de andén se realizan a nivel.

## Servicios ferroviarios

### Larga Distancia
Actualmente no dispone de servicios de Larga Distancia. Antes de la pandemia de COVID-19 paraban en Carballino el Intercity que unía La Coruña con Irún y Hendaya, y el Trenhotel Rías Gallegas entre La Coruña y Madrid.

### Media Distancia
En la estación para un tren diario de Media Distancia operado por Renfe, comercializado como Regional, que conecta con las ciudades de Santiago de Compostela y Orense. Además, desde el 11 de diciembre de 2022, circulan 2 servicios diarios adicionales por sentido, sin paradas intermedias, entre esta localidad y Ourense, alcanzándose 3 relaciones diarias entre ambas.
| Línea MD | Servicio | Origen/Destino         | Paradas intermedias                        | Destino/Origen |
| -------- | -------- | ---------------------- | ------------------------------------------ | -------------- |
| 2        | Regional | Santiago de Compostela | Lalín · Irijo · Carballino · Friela-Maside | Orense         |
| 2        | Regional | Carballino             | Sin paradas intermedias                    | Orense         |